# Buffalo (Teksas)
Buffalo je grad u američkoj saveznoj državi Teksas. Prema popisu stanovništva iz 2010. u njemu je živjelo 1.856 stanovnika.